# Astrild à joues noires
Coccopygia melanotis
Espèce
Statut de conservation UICN

 LC  : Préoccupation mineure
L'Astrild à joues noires (Coccopygia melanotis, anciennement Estrilda melanotis) est une espèce de passereaux appartenant à la famille des Estrildidae.

## Description
La calotte est grise, le dos et les ailes gris olive, le croupion rouge écarlate, la poitrine gris blanchâtre, le ventre jaunâtre et la queue noire. Les yeux sont marron, la mandibule supérieure noire, l'inférieure rouge et les pattes marron foncé.

## Répartition
Cet oiseau vit dans le sud de l'Afrique.

## Habitat
Cette espèce fréquente la forêt claire.

## Taxinomie
Cette espèce était traditionnellement constituée de plusieurs sous-espèces dont il a été démontré qu'elles étaient en réalité des espèces distinctes. Le taxon original a donc été divisé en trois espèces qui sont : l'Astrild à ventre jaune (Coccopygia quartinia), Coccopygia bocagei, et l'espèce ci-présente, Astrild à joues noires (Coccopygia melanotis).
D'après le Congrès ornithologique international, c'est une espèce monotypique (non divisée en sous-espèces).